# Alfred Tysoe
Alfred Ernest Tysoe (21 de marzo de 1874, Padiham, Lancashire - 26 de octubre de 1901, Blackpool) fue un atleta británico que corrió a finales del siglo XIX, especialista en las carreras de media distancia.

## Biografía

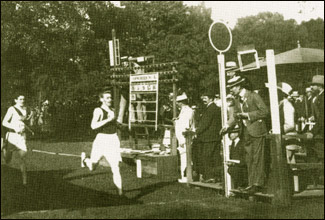
Tysoe ganando los 800 metros en París 1900

Tomó parte en los Juegos Olímpicos de París 1900, en el que ganó dos medallas de oro. La primera de ellas fue en los 800 metros, cuando superó los estadounidenses John Cregan y David Hall con un tiempo de 2 '01,2 ". Pocos días después formó parte del equipo mixto británico-australiano que ganó el oro en la carrera de los 5000 metros por equipos. Los otros componentes del equipo eran John Rimmer, Sidney Robinson, Charles Bennett y Stanley Rowley. A principios de 1901 cayó gravemente enfermo de pleuritis y murió en octubre del mismo año en Blackpool.

## Grandes marcas
- 880 yardas. 1' 55.6", el 1897
- 1000 yardas. 2' 21.8", el 1899
- Milla. 4' 24.2", el 1898
- 2 millas. 9' 49.0", el 1898
- 3 millas. 15' 18.0", el 1898
- 10 millas. 55' 59.6", el 1897